# Rio di Pusteria
Rio di Pusteria (Mühlbach in tedesco) è un comune italiano di 3 273 abitanti della provincia autonoma di Bolzano, in Trentino-Alto Adige, situato nella prima parte occidentale della Val Pusteria, sulla terrazza tra la Rienza e il Rio Valles (Valser Bach). Il comune fa parte della Comunità Comprensoriale della Valle Isarco ed è inoltre un comune mercato.
Durante il periodo invernale, Rio di Pusteria diventa un piccolo centro sciistico; infatti offre agli abitanti, ma soprattutto ai turisti, i centri sciistici di Maranza e Valles (che assieme formano il piccolo comprensorio sciistico Gitschberg-Jochtal, che a sua volta rientra nel più grande comprensorio del Dolomiti Superski), il primo direttamente collegato con una cabinovia dal centro del paese.

## Origini del nome
Il toponimo è attestato come Mulibah, Mulipach, Mülbach dal 1050-1064 e deriva dal tedesco "Mühle" ("mulino") e "Bach" ("torrente"). Il toponimo italiano è più recente ed è dovuto all'italianizzazione della toponomastica della provincia di Bolzano operata durante il fascismo.

## Storia
È noto per la Chiusa di Rio Pusteria, antica dogana dei principi del Tirolo, che chiude l'accesso alla valle, poco prima della confluenza tra Rienza ed Isarco. Il luogo ha una certa importanza in quanto vi si trova anche un monumento commemorativo del battesimo di fuoco dei cacciatori imperiali tirolesi (Tiroler Kaiserjäger) nel 1813.
Non solo nella storia antica, ma anche in quella più recente il paese ha svolto un ruolo importante. Infatti, come nel passato, grazie alla sua posizione all'imbocco della Val Pusteria, il paese svolse un ruolo di "terra di confine".
Prima della seconda guerra mondiale, il regime fascista decise di fortificare massicciamente la zona, in modo da non permettere un possibile accesso della Germania nazista alla Val d'Isarco. Per questo anche a Rio di Pusteria sono presenti ben due sbarramenti del Vallo alpino in Alto Adige, che difendono la conca di Bressanone: lo sbarramento Rienza-Rio Valles-Sciaves e lo sbarramento Chiusa di Rio.

### Simboli
Lo stemma di verde è attraversato in sbarra da un ruscello ondulato d'argento, accompagnato in alto da una ruota da molino di nero ed in basso da un asino al naturale. Si può blasonare:
È un'arma parlante: la ruota del mulino (in tedesco Mühle) e il rio (Bach) si riferiscono al nome tedesco Mühlbach; l'asino rappresenta gli animali da soma utilizzati per il trasporto. Lo stemma è stato adottato il 10 dicembre 1971.

## Monumenti e luoghi d'interesse

### Architetture religiose
- Chiesa di Sant'Elena, parrocchiale a Rio di Pusteria
- Chiesa di Sant'Andrea, parrocchiale a Valles
- Chiesa di San Ruperto, parrocchiale a Spinga
- Chiesa di San Giacomo Maggiore Apostolo, parrocchiale a Maranza

### Architetture militari
- Castel Freienthurn, divenuto convento di suore, che domina il paese
- Chiusa di Rio Pusteria

## Società

### Ripartizione linguistica
La sua popolazione si è dichiarata in maggioranza di madrelingua tedesca:
| %      | Ripartizione linguistica (gruppi principali) |
| ------ | -------------------------------------------- |
| 93,54% | madrelingua tedesca                          |
| 5,81%  | madrelingua italiana                         |
| 0,66%  | madrelingua ladina                           |

Nel 1971 la componente italofona rappresentava il 9,47% della popolazione, scesa al 3,93% nel 2011.

### Evoluzione demografica
Abitanti censiti

## Economia
A Rio di Pusteria esistono due centrali idroelettriche:
- Una è quella formata dall'omonimo lago da cui parte la condotta forzata che, assieme a quella proveniente dal lago di Fortezza costruita nel 1940, produce energia per la città di Bressanone.[13]
- La seconda invece beneficia delle condotte provenienti da Valles e da Fundres risalenti rispettivamente al 1938 e al 1952. Questo secondo impianto fu costruito dalle Ferrovie dello Stato per supportare la linea ferroviaria del Brennero; nel 1963 l'impianto fu ceduto all'Enel. La concessione per lo sfruttamento dell'acqua è scaduta il 31 dicembre 2010 ed è stata vinta dalla ditta locale Eisackwerk srl. Nel 2012, con un budget di 25 milioni di euro si è pensato ad un rinnovamento delle condotte forzate, non più esterne, ma interne alla montagna, ad una profondità di 850 metri, con un rendimenteo di 21 MW rispetto ai 16 precedenti (100 milioni di kWh all'anno rispetto agli 83 precedenti). I pozzi verticali sono realizzati con la tecnica raise boring, una tecnica che perfora dall'alto in basso e risalendo allarga la dimensione del foro. Mai prima di allora erano stati realizzati scavi così profondi nel granito (430 metri).[14]

## Infrastrutture e trasporti
Rio di Pusteria è collegata a Maranza attraverso una funivia prodotta dalla Hölzl, che parte dal centro del paese.
Recentemente (anni 2000) è stata costruita una tangenziale che ha portato una notevole riduzione del traffico per le vie del paese.
A Rio Pusteria è in funzione la rete WiFi pubblica Wifree.
Il centro abitato è servito dalla stazione di Rio di Pusteria.

## Amministrazione
| Periodo | Periodo | Primo cittadino   | Partito | Carica  | Note |
| ------- | ------- | ----------------- | ------- | ------- | ---- |
| 2005    | 2010    | Franz Gruber      | SVP     | Sindaco |      |
| 2010    | 2020    | Christoph Prugger | SVP     | Sindaco |      |
| 2020    |         | Heinrich Seppi    | SVP     | Sindaco |      |